# سازومین
سازومین (به چکی: Sazomín) یک منطقهٔ مسکونی در جمهوری چک است که در ناحیه ژدار ناد سازاووو واقع شده‌است. سازومین ۵٫۲۸ کیلومتر مربع مساحت و ۲۱۳ نفر جمعیت دارد و ۵۲۸ متر بالاتر از سطح دریا واقع شده‌است.